# 詹姆士·卡倫
詹姆士·卡倫（James Cullen，1867年4月19日—1933年12月7日），愛爾蘭數學家。
他在都柏林三一学院學習數學，其後曾經短暫從商。
1905年，他在德比歇尔的圣玛丽山学院（Mount St. Mary's College）教授數學。另一方面發表了他在數論中現在稱為卡倫數的一種數上的研究。